# Eurobowl VII
Eurobowl VII war das Endspiel der siebten Saison der European Football League. Am 3. Juli 1993 standen sich Titelverteidiger Amsterdam Crusaders und die London Olympians gegenüber. Die Olympians feierten nach einem 42:21-Sieg ihren ersten Eurobowl-Titel. Runningback Richard Dunkley wurde zum MVP des Spiels gekürt.

## Spielverlauf
Beide Teams gingen mit einem der Import-Quarterback an Start. Auf Seiten der Londoner übernahm diese Aufgabe Leonard Valentine, der mit zwei Touchdown-Pässen und zwei selbst erlaufenen Touchdowns einen erfolgreichen Tag erlebte. Sein gegenüber Pat Mahew konnte dagegen nicht für Punkte sorgen und musste im vierten Viertel verletzt das Spiel verlassen.
Die ersten Punkte des Spiels machten die Crusaders aus Amsterdam. Runningback Rufus Van Gom lief einen 1-Yard-Touchdown. Im selben Viertel konnten die Olympians ebenfalls einen Touchdown durch einen kurzen Lauf erzielen. Mit einem Keeper aus zwei Yards Entfernung sorgte Quarterback Valentine für die Halbzeitführung von 14:7.
Im zweiten Durchgang punktete erneut Valentine, indem er selbst in die Endzone lief. Mit einem 46-Yard-Touchdown-Lauf nach einem angetäuschten Punt kam die Crusaders noch einmal heran. Mit Pässen in die Endzone auf Garth und Innis bauten die Olympians ihre Führung auf 35:13 aus und sorgten damit im letzten Quarter für die Vorentscheidung. Danach konnten beide Mannschaften noch je einen Touchdown erzielen. Somit stand der Endstand von 42 zu 21 für die London Olympians fest.

## Scoreboard
| Heysel-Stadion, Brüssel | Heysel-Stadion, Brüssel | Heysel-Stadion, Brüssel | Heysel-Stadion, Brüssel                        | Heysel-Stadion, Brüssel                        | Heysel-Stadion, Brüssel                        | Heysel-Stadion, Brüssel                        |
| ----------------------- | ----------------------- | ----------------------- | ---------------------------------------------- | ---------------------------------------------- | ---------------------------------------------- | ---------------------------------------------- |
| Team                    | Team                    | Punkte                  | Q1                                             | Q2                                             | Q3                                             | Q4                                             |
| London Olympians        | London Olympians        | 42                      | 7                                              | 7                                              | 7                                              | 21                                             |
| Amsterdam Crusaders     | Amsterdam Crusaders     | 21                      | 7                                              | 0                                              | 6                                              | 8                                              |
| Olympians               | Crusaders               | Spieler                 | Spielzug                                       | Spielzug                                       | Spielzug                                       | Spielzug                                       |
| 0                       | 7                       | Rufus Van Gom           | 1-Yard-Lauf (PAT Olav Knolle)                  | 1-Yard-Lauf (PAT Olav Knolle)                  | 1-Yard-Lauf (PAT Olav Knolle)                  | 1-Yard-Lauf (PAT Olav Knolle)                  |
| 7                       | 7                       | Richard Dunkley         | 3-Yard-Lauf (PAT Wesley Garth)                 | 3-Yard-Lauf (PAT Wesley Garth)                 | 3-Yard-Lauf (PAT Wesley Garth)                 | 3-Yard-Lauf (PAT Wesley Garth)                 |
| 14                      | 7                       | Leonard Valentine       | 2-Yard-Lauf (PAT Garth)                        | 2-Yard-Lauf (PAT Garth)                        | 2-Yard-Lauf (PAT Garth)                        | 2-Yard-Lauf (PAT Garth)                        |
| 21                      | 7                       | Leonard Valentine       | 1-Yard-Lauf (PAT Garth)                        | 1-Yard-Lauf (PAT Garth)                        | 1-Yard-Lauf (PAT Garth)                        | 1-Yard-Lauf (PAT Garth)                        |
| 21                      | 13                      | Michael Van Der Licke   | 46-Yard-Lauf                                   | 46-Yard-Lauf                                   | 46-Yard-Lauf                                   | 46-Yard-Lauf                                   |
| 28                      | 13                      | Wesley Garth            | 39-Yard-Pass von Leonard Valentine (PAT Garth) | 39-Yard-Pass von Leonard Valentine (PAT Garth) | 39-Yard-Pass von Leonard Valentine (PAT Garth) | 39-Yard-Pass von Leonard Valentine (PAT Garth) |
| 35                      | 13                      | Leroy Innis             | 69-Yard-Pass von Leonard Valentine (PAT Garth) | 69-Yard-Pass von Leonard Valentine (PAT Garth) | 69-Yard-Pass von Leonard Valentine (PAT Garth) | 69-Yard-Pass von Leonard Valentine (PAT Garth) |
| 35                      | 21                      | Jim Muller              | 19-Yard-Pass von Jeff Meese (Conv. Van Gom)    | 19-Yard-Pass von Jeff Meese (Conv. Van Gom)    | 19-Yard-Pass von Jeff Meese (Conv. Van Gom)    | 19-Yard-Pass von Jeff Meese (Conv. Van Gom)    |
| 42                      | 21                      | Richard Dunkley         | 3-Yard-Lauf (PAT Garth)                        | 3-Yard-Lauf (PAT Garth)                        | 3-Yard-Lauf (PAT Garth)                        | 3-Yard-Lauf (PAT Garth)                        |